# Abby Bishop
Abby Bishop (Booleroo Centre, South Australia, 29 november 1988) is een Australische basketbalspeelster. Ze nam eenmaal deel aan de Olympische Spelen en behaalde hierbij een bronzen medaille.

## Clubbasketbal
Bishop begon haar loopbaan in eigen land in de WNBL bij de Australian Institute of Sport, waarna ze van 2006 tot 2010 zou uitkomen voor Canberra Capitals. Met deze laatste club werd ze driemaal Australisch landskampioen. In 2010 werd ze gedraft door de Seattle Storm in de WNBA, waarvoor ze 16 wedstrijden in actie kwam en de titel behaalde in de WNBA. Na 1 seizoen trok Bishop terug naar haar thuisland waar ze speelde voor Dandenong Rangers en Adelaide Lightning. Tijdens het seizoen 2012-2013 speelde Bishop voor het Franse Perpignan Basket. In 2013 keerde ze terug naar de Canberra Capitals. Tussendoor kwam ze ook uit voor de Hongaarse ploegen PEAC-Pécs en Aluinvent DVTK Miskolc. In februari 2015 raakte bekend dat Bishop terugkeert naar Seattle Storm in de WNBA.

## Nationaal elftal
Bishop werd voor het eerst geselecteerd voor de 'Opals' in 2007. In 2012 maakte Bishop een eerste keer deel uit van de Australische olympische selectie. De Australische vrouwen troffen de Verenigde Staten in de halve finale, waarin ze uitgeschakeld werden. In de kleine finale won Australië van de Russische selectie, zodat Bishop een eerste Olympische medaille in ontvangst mocht nemen.

## Erelijst
Canberra Capitals
- Australisch landskampioen: 2007, 2009, 2010

 Seattle Storm
- Amerikaans landskampioen: 2010

 Australië
- 2007:  Oceanisch kampioenschap
- 2011:  Oceanisch kampioenschap
- 2012:  OS Londen

 PEAC-Pécs
- Hongaars bekerwinnaar: 2014

2 Swin Cash · 
5 Abby Bishop · 
7 Jana Veselá · 
10 Sue Bird · 
15 Lauren Jackson · 
20 Camille Little · 
25 Svetlana Abrosimova · 
30 Tanisha Wright · 
34 Le'coe Willingham · 
40 Alison Lacey · 
43 Ashley Robinson · 
Coach Brian Agler